# 1 500 meter för herrar i friidrott vid olympiska sommarspelen 1980
1500 meter herrar vid olympiska sommarspelen 1980 i Moskva avgjordes 1 augusti. 

## Medaljörer
| Gren       | Guld                           | Guld    | Silver                      | Silver  | Brons                        | Brons   |
| 1500 meter | Sebastian Coe · Storbritannien | 3.38,40 | Jürgen Straub · Östtyskland | 3.38,80 | Steve Ovett · Storbritannien | 3.38,99 |

## Resultat

### Final
| Placering | Final                     | Tid    |
| --------- | ------------------------- | ------ |
|           | Sebastian Coe (GBR)       | 3.38,4 |
|           | Jürgen Straub (GDR)       | 3.38,8 |
|           | Steve Ovett (GBR)         | 3.39,0 |
| 4.        | Andreas Busse (GDR)       | 3.40,2 |
| 5.        | Vittorio Fontanella (ITA) | 3.40,4 |
| 6.        | Jozef Plachý (TCH)        | 3.40,7 |
| 7.        | José Marajo (FRA)         | 3.41,5 |
| 8.        | Steve Cram (GBR)          | 3.41,0 |
| 9.        | Dragan Zdravković (YUG)   | 3.43,1 |

### Semifinaler
| Placering | Heat 1                    | Tid    |
| --------- | ------------------------- | ------ |
| 1.        | Steve Ovett (GBR)         | 3:43.1 |
| 2.        | Dragan Zdravković (YUG)   | 3:43.4 |
| 3.        | Andreas Busse (GDR)       | 3:43.5 |
| 4.        | Steve Cram (GBR)          | 3:43.6 |
| 5.        | Vladimir Malozemlin (URS) | 3:43.6 |
| 6.        | Antti Loikkanen (FIN)     | 3:44.0 |
| 7.        | João Campos (POR)         | 3:44.4 |
| 8.        | Alex Gonzalez (FRA)       | 3:44.7 |
| 9.        | Mehdi Aidet (ALG)         | 3:44.9 |

| Placering | Heat 2                    | Tid    |
| --------- | ------------------------- | ------ |
| 1.        | Sebastian Coe (GBR)       | 3:39.4 |
| 2.        | Jürgen Straub (GDR)       | 3:39.4 |
| 3.        | José Marajo (FRA)         | 3:39.6 |
| 4.        | Vittorio Fontanella (ITA) | 3:40.1 |
| 5.        | Jozef Plachý (TCH)        | 3:40.4 |
| 6.        | Robert Nemeth (AUT)       | 3:40.8 |
| 7.        | Vitalij Tisjtjenko (URS)  | 3:41.5 |
| 8.        | José Luis González (ESP)  | 3:42.6 |
| 9.        | Mirosław Żerkowski (POL)  | 3:48.2 |

### Försöksheat
| Placering | Heat 1                           | Tid    |
| --------- | -------------------------------- | ------ |
| 1.        | José Marajo (FRA)                | 3:43.9 |
| 2.        | Mehdi Aidet (ALG)                | 3:43.9 |
| 3.        | Dragan Zdravković (YUG)          | 3:44.0 |
| 4.        | Steve Cram (GBR)                 | 3:44.1 |
| 5.        | Pavel Jakovlev (URS)             | 3:44.2 |
| 6.        | José Manuel Abascal (ESP)        | 3:44.7 |
| 7.        | Mopeli Molapo (LES)              | 3:55.5 |
| 8.        | Khaled Khalifa Al-Shammari (KUW) | 3:57.6 |
| 9.        | Vicente Santos (MOZ)             | 3:58.7 |

| Placering | Heat 2                     | Tid    |
| --------- | -------------------------- | ------ |
| 1.        | Andreas Busse (GDR)        | 3:44.3 |
| 2.        | Vitalij Tisjtjenko (URS)   | 3:44.4 |
| 3.        | Jozef Plachý (TCH)         | 3:44.4 |
| 4.        | Alex Gonzalez (FRA)        | 3:44.6 |
| 5.        | Pierre Délèze (SUI)        | 3:44.8 |
| 6.        | Haile Zeru (ETH)           | 3:45.7 |
| 7.        | Abderrahmane Morceli (ALG) | 3:46.0 |
| 8.        | Sant Kumar (IND)           | 3:55.6 |
| 9.        | Ishmael Mhaladi (BOT)      | 3:59.1 |
| 10.       | George Branche (SLE)       | 4:03.9 |
| 11.       | Damien Degboe (BEN)        | 4:15.3 |

| Placering | Heat 3                     | Tid    |
| --------- | -------------------------- | ------ |
| 1.        | Vittorio Fontanella (ITA)  | 3:40.1 |
| 2.        | Sebastian Coe (GBR)        | 3:40.1 |
| 3.        | Antti Loikkanen (FIN)      | 3:40.5 |
| 4.        | José Luis González (ESP)   | 3:40.9 |
| 5.        | João Campos (POR)          | 3:41.3 |
| 6.        | Ray Flynn (IRL)            | 3:42.0 |
| 7.        | Nigusse Bekele (ETH)       | 3:45.8 |
| 8.        | Archfell Musango (ZAM)     | 3:53.7 |
| 9.        | Tisbite Rakotoarisoa (MAD) | 3:55.9 |
| 10.       | Lê Quang Khải (VIE)        | 4:06.8 |

| Placering | Heat 4                    | Tid    |
| --------- | ------------------------- | ------ |
| 1.        | Steve Ovett (GBR)         | 3:36.8 |
| 2.        | Jürgen Straub (GDR)       | 3:37.0 |
| 3.        | Robert Nemeth (AUT)       | 3:38.3 |
| 4.        | Vladimir Malozemlin (URS) | 3:38.7 |
| 5.        | Mirosław Żerkowski (POL)  | 3:39.2 |
| 6.        | Kassa Balcha (ETH)        | 3:43.1 |
| 7.        | Jón Didriksson (ISL)      | 3:44.4 |
| 8.        | Derradji Harek (ALG)      | 3:45.3 |
| 9.        | Marzouk Mabrouk (LBA)     | 3:54.3 |
| 10.       | Mohamed Makhlouf (SYR)    | 4:00.4 |